# Matriu triangular
Una matriu A de n×m elements:
{\displaystyle A=(a_{i,j})={\begin{pmatrix}a_{1,1}&a_{1,2}&a_{1,3}&\cdots &a_{1,m}\\a_{2,1}&a_{2,2}&a_{2,3}&\cdots &a_{2,m}\\a_{3,1}&a_{3,2}&a_{3,3}&\cdots &a_{3,m}\\\vdots &\vdots &\vdots &\ddots &\vdots \\a_{n,1}&a_{n,2}&a_{n,3}&\cdots &a_{n,m}\\\end{pmatrix}}\in {\mathcal {M}}_{n\times m}}
és triangular superior, quan és una matriu quadrada (n=m) i {\displaystyle a_{i,j}=0} per a tot i>j i {\displaystyle i,j\in \{1,2,3,\dots ,n\}}. És a dir, té la forma
{\displaystyle A={\begin{pmatrix}a_{1,1}&a_{1,2}&a_{1,3}&\cdots &a_{1,n-1}&a_{1,n}\\0&a_{2,2}&a_{2,3}&\cdots &a_{2,n-1}&a_{2,n}\\0&0&a_{3,3}&\cdots &a_{3,n-1}&a_{3,n}\\\vdots &\vdots &\vdots &\ddots &\vdots &\vdots \\0&0&0&\cdots &a_{n-1,n-1}&a_{n-1,n}\\0&0&0&\cdots &0&a_{n,n}\\\end{pmatrix}}}
En cas contrari, si és quadrada però {\displaystyle a_{i,j}=0} per a tot i<j i {\displaystyle i,j\in \{1,2,3,\dots ,n\}}, aleshores A és una matriu triangular inferior que té la forma:
{\displaystyle A={\begin{pmatrix}a_{1,1}&0&0&\cdots &0&0\\a_{2,1}&a_{2,2}&0&\cdots &0&0\\a_{3,1}&a_{3,2}&a_{3,3}&\cdots &0&0\\\vdots &\vdots &\vdots &\ddots &\vdots &\vdots \\a_{n-1,1}&a_{n-1,2}&a_{n-1,3}&\cdots &a_{n-1,n-1}&0\\a_{n,1}&a_{n,2}&a_{n,3}&\cdots &a_{n,n-1}&a_{n,n}\\\end{pmatrix}}}

Per exemple, amb n = 3, la següent matriu és triangular superior:
{\displaystyle {\begin{pmatrix}1&4&2\\0&3&4\\0&0&1\\\end{pmatrix}}}
i la següent és triangular inferior:
{\displaystyle {\begin{pmatrix}1&0&0\\2&8&0\\4&9&7\\\end{pmatrix}}}
Se solen fer servir les lletres U i L, respectivament, ja que U és la inicial de "upper triangular matrix" i L de "lower triangular matrix", els noms que reben aquestes matrius en anglès.
En general, es poden realitzar les operacions en aquestes matrius en la meitat de temps.

## Propietats de les matrius triangulars
- Una matriu triangular superior e inferior sempre diagonalitza en una base de vectors propis.
- El producte de dues matrius triangulars superiors (inferiors) és una matriu triangular superior (inferior).
- La transposada d'una matriu triangular superior és una matriu triangular inferior i viceversa.
- El determinant d'una matriu quadrada triangular és el producte dels elements de la diagonal.
- Una matriu triangular és invertible si i només si tots els elements de la diagonal són diferents de zero. En aquest cas, la matriu inversa d'una matriu triangular superior (inferior) és una matriu triangular superior (inferior).
- Els valors propis d'una matriu triangular són els elements de la diagonal principal.